# إيرل سكورجس

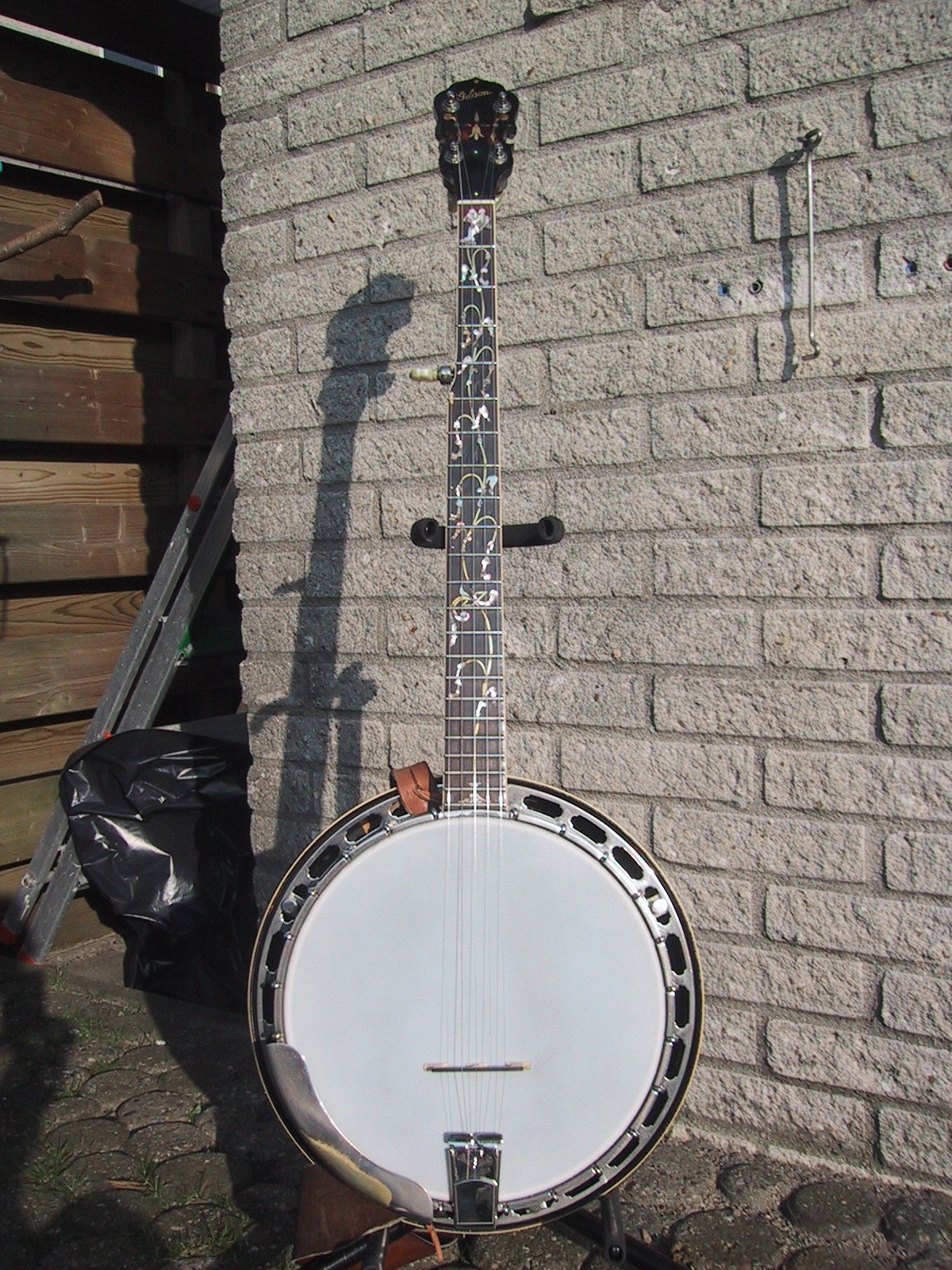
بانجو بلوز.

ايرل سكورجس (بالإنجليزية: Earl Eugene Scruggs) ‏ (6 يناير 1924 - 28 مارس 2012)، موسيقار امريكي، أشتهر بأسلوب البانجو بثلاثة أصابع وهو الأسلوب الأكثر شيوعًا للعب البانجو في موسيقى البلوغراس. إنها طريقة تعرف باسم (Fingerstyle guitar) وتعرف أيضًا باسم نمط ثلاثة أصابع، تم تسميتها باسم ايرل سكورجس الذي اثر نهجه المبتكر واتقانه التقني للاداة على اجيال من رواد البلوغراس منذ ان تم تسجيله لأول مرة عام 1946، وهو يتناقض مع الأساليب السابقة مثل اسلوب النشيد الكلاسيكي أو الكلاسيكي باصبعين.

بانجو ذات الأوتار الخامسة.

## روابط خارجية
- إيرل سكورجس على موقع IMDb (الإنجليزية)
- إيرل سكورجس على موقع الموسوعة البريطانية (الإنجليزية)
- إيرل سكورجس على موقع ميوزك برينز (الإنجليزية)
- إيرل سكورجس على موقع قاعدة بيانات برودواي على الإنترنت (الإنجليزية)
- إيرل سكورجس على موقع إن إن دي بي (الإنجليزية)
- إيرل سكورجس على موقع ديسكوغز (الإنجليزية)
- إيرل سكورجس على موقع قاعدة بيانات الفيلم (الإنجليزية)